# Предграђе Краљице Марије
Предграђе Краљице Марије је београдско предграђе, насељaвано од почетка 20. века, на подручју данашње општине Вождовац, дуж улице Војводе Степе, од Вождовачке цркве до Трошарине.

## Постанак насеља и име
После Првог светског рата простор око улице Војводе Степе, између Вождовачке цркве и Трошарине, био је прилично насељен. Одлуком Београдске општине насеље је добило званичан назив Предграђе Краљице Марије, у част тадашње краљице Краљевине Срба, Хрвата и Словенаца, супруге краља Александра Карађорђевића. Међутим, оно је и даље остало у саставу сеоске општине Кумодраж. Тек од 1930. године, када прелази под надлежност града започео је бржи развој насеља. Оно је чинило једну целину са Доњим Вождовцем, а централна улица у насељу била је Војводе Степе.

## Културне и образовне установе
Током тридесетих година, градска управа је деловала ефикасније и више је улагала у регулацију предграђа, насеља ван грађевинске зоне. Такође и оснивање установа неопходних за цивилизован градски живот. У Предграђу Краљице Марије постојало је Друштво за улепшавање и уређивање насеља. Ово друштво је 1934. године основало Народну читаоницу, која је имала око 100 књига. Читаоница је имала око 500 чланова, а основала је и свој хор.
Основна школа у насељу била је прво смештена у просторијама Црвеног крста и звала се „Краљица Марија“. Нова школска зграда изграђена је 1933. године, по пројекту Десанке Шанке Манојловић.
Од 1930. , постојала је и „Женска занатска школа у Предграђу Краљице Марије“.